# Dolichopeza (Dolichopeza) dorrigensis
Dolichopeza (Dolichopeza) dorrigensis is een tweevleugelige uit de familie langpootmuggen (Tipulidae). De soort komt voor in het Australaziatisch gebied.